# Cardamine hupingshanensis
Cardamine hupingshanensis är en korsblommig växtart som beskrevs av K.M. Liu, L.B. Chen, H.F. Bai och L.H. Liu. Cardamine hupingshanensis ingår i släktet bräsmor, och familjen korsblommiga växter. Inga underarter finns listade i Catalogue of Life.